# Evelyn Evelyn
Pour les articles homonymes, voir Evelyn.

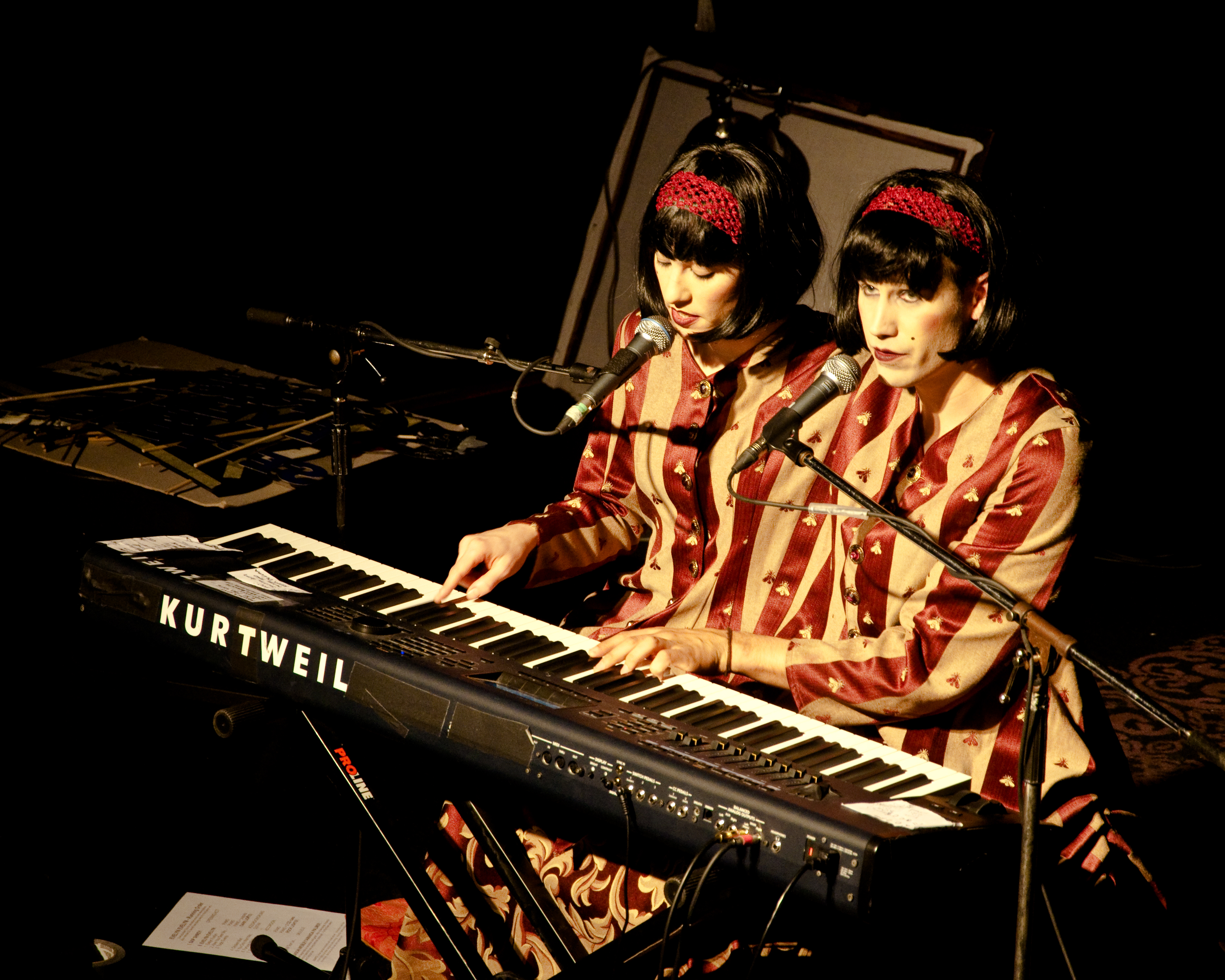
Evelyn Evelyn en concert

Evelyn Evelyn est un duo musical formé par Evelyn et Evelyn Neville, jumelles siamoises. Ces jumelles sont en réalité jouées par Amanda Palmer (de The Dresden Dolls) et Jason Webley, habillés dans un vêtement commun.

## Historique
Suivant l'historique fictif décrit par Palmer et Webley,,,,, Evelyn et Evelyn Neville (alias « Eva» et « Lyn ») sont nées le 11 septembre 1985 dans une petite ferme à la frontière entre le Colorado et le Kansas. Elles partagent trois jambes, deux bras, trois poumons, deux cœurs et un rein. Enlevées et montrées en performance dans le Dillard & Fullerton’s Illusive Traveling Show, Evelyn et Evelyn sont découvertes en 2007 sur MySpace par Palmer et Webley. Elles résident à Walla Walla, dans l'État de Washington.

## Discographie
En 2007, les Evelyn sortent un disque vinyle de 7 pouces, associé à un CD de six titres, nommé Elephant Elephant, publié à 1111 copies par le label de Jason Webley (11 records). Il est rapidement épuisé. Ce package contient également le récit de la rencontre des Evelyn par Amanda et Jason, le processus d'enregistrement du vinyle et un sticker de l'éléphant à deux têtes, Bimba et Kimba.
Un album complet, Evelyn Evelyn, est publié le 30 mars 2010, suivi par une tournée mondiale. Une des pistes de l'album, My Space, a ses chœurs assurés par de nombreux invités : Kim and Zoe Boekbinder, Margaret Cho, Corn Mo, la chanteuse de Morningwood Chantal Claret, Frances Cobain, Neil Gaiman, Ethan Gold, Ari Gold, Eugene Mirman, Franz Nicolay, Reverend Peyton, Tegan and Sara, Soko, le parolier et chanteur de Mindless Self Indulgence Jimmy Urine, Kirsten Vangsness, Andrew W.K., le vocaliste de My Chemical Romance Gerard Way, et "Weird Al" Yankovic,,,,,,.

## Composition du groupe
- Evelyn Neville (Amanda Palmer) : voix, piano, ukulélé, guitare et accordéon
- Evelyn Neville (Jason Webley) : voix, piano, ukulélé, guitare et accordéon

## Controverse
Certains défenseurs des droits des personnes handicapées ont questionné le fait que Evelyn Evelyn joue sur les stéréotypes concernant le handicap.

### Albums
- Evelyn Evelyn (2010)

### EPs
- Elephant Elephant (2007)